# Rocky Johnson
Wayde Douglas Bowles (* 24. August 1944 in Amherst, Nova Scotia; † 15. Januar 2020 in Lutz, Florida), besser bekannt unter seinem Ringnamen Rocky Johnson, war ein kanadischer Wrestler. Johnsons größter Erfolg war während seines Engagements für die World Wrestling Federation der Erhalt des WWF Tag Team Champion Titels zusammen mit Tony Atlas. Damit wurden sie das erste rein schwarze Team, welches den höchsten Team-Titel im Wrestling erhielt. Sein Sohn ist der Schauspieler und Wrestler Dwayne Johnson, von dem er 2008 in die WWE Hall of Fame eingeführt wurde. Sein Bruder James war unter dem Namen Ricky Johnson ebenfalls als Wrestler aktiv.

## Karriere
In seiner Karriere trat Bowles als „Soulman“ Rocky Johnson für die National Wrestling Alliance (NWA), World Wrestling Federation (WWF) und viele andere Promotionen auf. Als Höhepunkt seiner Karriere gilt der Gewinn des WWF Tag Team Titels zusammen mit Tony Atlas, deren Tag Team The Soul Patrol als erstes schwarzes Tag Team den Titel halten durfte.
Bowles war in den siebziger Jahren mehrmals Top-Herausforderer auf die NWA World Heavyweight Championship und trat dabei gegen so bekannte Wrestler wie Terry Funk oder Harley Race an. Er konnte mehrere Tag-Team-Titel gewinnen und ging 1983 zur World Wrestling Federation, wo er zusammen mit Tony Atlas das Tag Team The Soul Patrol bildete. Sie besiegten die Wild Samoans (Afa und Sika Anoai) am 15. November 1983, um die WWF Tag Team Titel zu gewinnen.
Bowles heiratete Ata Maivia, die Tochter von „High Chief“ Peter Maivia, und wurde so Mitglied der samoanischen Wrestling-Familie, die mehrere erfolgreiche Wrestler hervorbrachte. 1972 wurde ihr Sohn Dwayne geboren.
Nachdem er 1991 seine Karriere beendet hatte, arbeitete er zunächst als LKW-Fahrer, später trainierte er zusammen mit Pat Patterson seinen Sohn Dwayne. Obwohl er dessen Einstieg ins Wrestlinggeschäft ursprünglich nicht befürwortete, nutzte Bowles seinen Einfluss, um ihn bei der WWF unter Vertrag zu stellen. Anfangs begleitete er seinen Sohn, der zunächst unter dem Namen „Rocky Maivia“ (eine Kombination des Vornamens seines Vaters und des Nachnamens seines Großvaters) zum Ring und griff mehrfach zu dessen Gunsten in Matches ein.
Bowles arbeitete 2003 für kurze Zeit für Ohio Valley Wrestling als Trainer, wurde jedoch noch im selben Jahr entlassen. Am 29. März 2008 wurde er in die WWE Hall of Fame aufgenommen.

## Erfolge
| - Championship Wrestling from Florida - 1× NWA Florida Brass Knuckles Championship - 2× NWA Florida Heavyweight Championship - 1× NWA Florida Tag Team Championship – mit Pedro Morales - 1× NWA Florida Television Championship - Georgia Championship Wrestling - 1× NWA Georgia Heavyweight Championship - 1× NWA Georgia Tag Team Championship – mit Jerry Brisco - Mid-Atlantic Championship Wrestling - 1× NWA Mid-Atlantic Heavyweight Championship - NWA All-Star Wrestling - 1× NWA Canadian Tag Team Championship (Vancouver Version) – mit Don Leo Jonathan - NWA Big Time Wrestling - 1× NWA Texas Brass Knuckles Championship - 2× NWA Texas Heavyweight Championship - 1× NWA Texas Tag Team Championship – mit Jose Lothario - NWA Detroit - 1× NWA World Tag Team Championship (Detroit Version) – mit Ben Justice | - NWA Hollywood Wrestling - 1× NWA Americas Heavyweight Championship - 1× NWA Americas Tag Team Championship – mit Earl Maynard - 2× NWA Beat the Champ Television Championship - NWA Mid-America - 1× NWA Southern Heavyweight Championship (Memphis Version) - NWA San Francisco - 1× NWA United States Heavyweight Championship - 4× NWA World Tag Team Championship (San Francisco Version) – 1× mit Pepper Gomez und 3× mit Pat Patterson - 2× NWA "Beat the Champ" Television Championship - Pacific Northwest Wrestling - 1× NWA Pacific Northwest Heavyweight Championship - 2× NWA Pacific Northwest Tag Team Championship – je 1× mit Brett Sawyer und Iceman Parsons - World Wrestling Federation/Entertainment - 1× WWF Tag Team Championship – mit Tony Atlas - 1× Hall of Fame (2008) |